# Plantilles al Campionat d'Europa de Futbol sub-19 de la UEFA de 2010
La següent és una llista de llantilles al Campionat d'Europa de Futbol sub-19 de la UEFA de 2010. Eren seleccionables per participar al Campionat d'Europa de Futbol sub-19 de la UEFA de 2010 els futbolistes nascuts a partir del dia 1 de gener de 1991. L'edat dels jugadors es refereix al 18 de juliol de 2009 – el dia que començava el torneig. Els jugadors en negreta han estat seleccionats amb les severs respetives seleccions absolutes.

## Grup A

### Àustria
Entrenador:  Andreas Heraf
| Dorsal | Posició | Jugador                     | Data de naixement/edat | Partits | Gols | Club              |
| ------ | ------- | --------------------------- | ---------------------- | ------- | ---- | ----------------- |
| 1      | POR     | Philip Petermann            |                        |         |      | Austria Wien      |
| 3      | DEF     | Emir Dilaver                |                        |         |      | Austria Wien      |
| 4      | DEF     | Mahmud Imamoglu             |                        |         |      | First Vienna      |
| 5      | MIG     | Michael Schimpelsberger (c) |                        |         |      | Twente            |
| 6      | DAV     | Tobias Kainz                |                        |         |      | Heerenveen        |
| 7      | MIG     | David Alaba                 |                        |         |      | Bayern de Múnic   |
| 8      | MIG     | Robert Gucher               |                        |         |      | Genoa CFC         |
| 9      | DAV     | Andreas Weimann             |                        |         |      | Aston Villa FC    |
| 10     | MIG     | Christoph Knasmüllner       |                        |         |      | Bayern de Múnic   |
| 11     | DAV     | Marco Djuricin              |                        |         |      | Hertha BSC        |
| 14     | MIG     | Gernot Trauner              |                        |         |      | LASK              |
| 15     | DEF     | Lukas Rath                  |                        |         |      | SV Mattersburg    |
| 17     | MIG     | Georg Teigl                 |                        |         |      | Red Bull Salzburg |
| 18     | MIG     | Christian Klem              |                        |         |      | Sturm Graz        |
| 19     | DAV     | Andreas Tiffner             |                        |         |      | Austria Wien      |
| 20     | DAV     | Marco Meilinger             |                        |         |      | Red Bull Salzburg |
| 21     | POR     | Christian Petrovcic         |                        |         |      | DSV Leoben        |

### Països Baixos
Entrenador:  Wim van Zwam
| Dorsal | Posició | Jugador            | Data de naixement/edat     | Partits | Gols | Club       |
| ------ | ------- | ------------------ | -------------------------- | ------- | ---- | ---------- |
| 1      | POR     | Jeroen Zoet        | 6 Gener 1991 (19 anys)     | 5       |      | PSV        |
| 2      | DEF     | Ricardo van Rhijn  | 13 Juny 1991 (19 anys)     | 5       |      | AFC Ajax   |
| 3      | DEF     | Imad Najah         | 19 Febrer 1991 (19 anys)   | 6       |      | PSV        |
| 4      | DEF     | Erik Schouten      | 16 Agost 1991 (18 anys)    | 0       |      | AZ Alkmaar |
| 5      | DEF     | Bruno Martins Indi | 8 Febrer 1992 (18 anys)    | 3       |      | Feyenoord  |
| 6      | MIG     | Jordy Clasie       | 27 Juny 1991 (19 anys)     | 3       |      | Excelsior  |
| 7      | DAV     | Rajiv van La Parra | 4 Juny 1991 (19 anys)      | 6       |      | Caen       |
| 8      | MIG     | Leandro Bacuna     | 21 Agost 1991 (18 anys)    | 6       |      | Groningen  |
| 9      | DAV     | Luc Castaignos     | 27 Setembre 1992 (17 anys) | 3       |      | Feyenoord  |
| 10     | MIG     | Ricky van Haaren   | 21 Juny 1991 (19 anys)     | 5       |      | Feyenoord  |
| 11     | DAV     | Jerson Cabral      | 3 Gener 1991 (19 anys)     | 5       |      | Feyenoord  |
| 12     | DEF     | Tim Eekman         | 5 Agost 1991 (18 anys)     | 1       |      | Excelsior  |
| 13     | DAV     | Lorenzo Ebecilio   | 24 Setembre 1991 (18 anys) | 5       |      | AFC Ajax   |
| 15     | MIG     | Davy Pröpper       | 2 Setembre 1991 (18 anys)  | 4       |      | Vitesse    |
| 16     | POR     | Steffen Bakker     | 14 Setembre 1991 (18 anys) | 0       |      | Groningen  |
| 17     | DAV     | Florian Jozefzoon  | 9 Febrer 1991 (19 anys)    | 0       |      | AFC Ajax   |
| 18     | MIG     | Rodney Sneijder    | 31 Març 1991 (19 anys)     | 0       |      | AFC Ajax   |
| 19     | MIG     | Steven Berghuis    | 19 Desembre 1991 (18 anys) | 4       |      | Twente     |

### Anglaterra
Entrenador:  Noel Blake
| Dorsal | Posició | Jugador           | Data de naixement/edat     | Partits | Gols | Club                 |
| ------ | ------- | ----------------- | -------------------------- | ------- | ---- | -------------------- |
| 1      | POR     | Declan Rudd       | 16 Gener 1991 (19 anys)    | 6       |      | Norwich City FC      |
| 2      | DEF     | Nathaniel Clyne   | 5 Abril 1991 (19 anys)     | 5       |      | Crystal Palace FC    |
| 3      | DEF     | Matthew Briggs    | 19 Març 1991 (19 anys)     | 12      |      | Fulham FC            |
| 4      | MIG     | Matty James (c)   | 22 Juliol 1991 (18 anys)   | 9       |      | Manchester United FC |
| 5      | DEF     | Steven Caulker    | 29 Desembre 1991 (18 anys) | 7       |      | Tottenham Hotspur FC |
| 6      | DEF     | Nathan Baker      | 23 Abril 1991 (19 anys)    | 6       |      | Aston Villa FC       |
| 7      | MIG     | Jacob Mellis      | 8 Gener 1991 (19 anys)     | 8       |      | Chelsea FC           |
| 8      | MIG     | Dean Parrett      | 16 Novembre 1991 (18 anys) | 8       |      | Tottenham Hotspur FC |
| 9      | DAV     | Ryan Noble        | 11 Juny 1991 (19 anys)     | 3       |      | Sunderland AFC       |
| 10     | DAV     | Nathan Delfouneso | 2 Febrer 1991 (19 anys)    | 22      |      | Aston Villa FC       |
| 11     | DAV     | Frank Nouble      | 24 Setembre 1991 (18 anys) | 5       |      | West Ham United FC   |
| 12     | MIG     | John Bostock      | 15 Gener 1992 (18 anys)    | 4       |      | Tottenham Hotspur FC |
| 13     | POR     | Lee Nicholls      | 5 Octubre 1992 (17 anys)   | 0       |      | Wigan Athletic FC    |
| 14     | DEF     | Thomas Cruise     | 9 Març 1991 (19 anys)      | 3       |      | Arsenal FC           |
| 15     | DEF     | Reece Brown       | 1 Novembre 1991 (18 anys)  | 8       |      | Manchester United FC |
| 16     | DEF     | Josh Thompson     | 25 Febrer 1991 (19 anys)   | 2       |      | Celtic FC            |
| 17     | DAV     | Matt Phillips     | 3 Març 1991 (19 anys)      | 2       |      | Wycombe Wanderers FC |
| 18     | DAV     | Ryan Donaldson    | 1 Maig 1991 (19 anys)      | 7       |      | Newcastle United FC  |

### França
Entrenador:  Francis Smerecki
| Dorsal | Posició | Jugador                | Data de naixement/edat   | Partits | Gols | Club             |
| ------ | ------- | ---------------------- | ------------------------ | ------- | ---- | ---------------- |
| 1      | POR     | Marc Vidal             | 3 Juny 1991 (19 anys)    | 2       |      | Toulouse FC      |
| 2      | DEF     | Loïc Nego              | 15 Gener 1991 (19 anys)  | 7       |      | FC Nantes        |
| 3      | DEF     | Chris Mavinga          | 26 Maig 1991 (19 anys)   | 11      |      | Liverpool FC     |
| 4      | DEF     | Johan Martial          | 30 Maig 1991 (19 anys)   | 9       |      | SC Bastia        |
| 5      | DEF     | Sébastien Faure        | 3 Gener 1991 (19 anys)   | 5       |      | Olympique de Lió |
| 6      | MIG     | Clément Grenier        | 7 Gener 1991 (19 anys)   | 10      |      | Olympique de Lió |
| 7      | MIG     | Gaël Kakuta            | 21 Juny 1991 (19 anys)   | 8       |      | Chelsea FC       |
| 8      | MIG     | Gueïda Fofana (c)      | 16 Maig 1991 (19 anys)   | 9       |      | Le Havre AC      |
| 9      | DAV     | Yannis Tafer           | 11 Febrer 1991 (19 anys) | 11      |      | Olympique de Lió |
| 10     | DAV     | Gilles Sunu            | 30 Març 1991 (19 anys)   | 12      |      | Arsenal FC       |
| 11     | DAV     | Antoine Griezmann      | 21 Març 1991 (19 anys)   | 2       |      | Reial Societat   |
| 12     | DAV     | Alexandre Lacazette    | 28 Maig 1991 (19 anys)   | 5       |      | Olympique de Lió |
| 13     | MIG     | Francis Coquelin       | 13 Maig 1991 (19 anys)   | 12      |      | Arsenal FC       |
| 14     | DEF     | Timothée Kolodziejczak | 1 Octubre 1991 (18 anys) | 6       |      | Olympique de Lió |
| 15     | MIG     | Enzo Reale             | 7 Octubre 1991 (18 anys) | 3       |      | Olympique de Lió |
| 16     | POR     | Abdoulaye Diallo       | 30 Març 1992 (18 anys)   | 1       |      | Stade Rennais FC |
| 17     | DAV     | Cédric Bakambu         | 11 Abril 1991 (19 anys)  | 11      |      | FC Sochaux       |
| 18     | DEF     | Gaëtan Bussmann        | 2 Febrer 1991 (19 anys)  | 8       |      | FC Metz          |

## Grup B

### Itàlia
Entrenador:  Massimo Piscedda
| Dorsal | Posició | Jugador                 | Data de naixement/edat     | Partits | Gols | Club          |
| ------ | ------- | ----------------------- | -------------------------- | ------- | ---- | ------------- |
| 1      | POR     | Simone Colombi          | 1 Juliol 1991 (19 anys)    | 4       |      | Pergocrema    |
| 2      | DEF     | Alessandro Crescenzi    | 25 Setembre 1991 (18 anys) | 3       |      | Grosseto      |
| 3      | DEF     | Michelangelo Albertazzi | 7 Febrer 1991 (19 anys)    | 10      |      | AC Milan      |
| 4      | MIG     | Roberto Soriano         | 8 Febrer 1991 (19 anys)    | 3       |      | Empoli FC     |
| 5      | DEF     | Riccardo Brosco         | 3 Febrer 1991 (19 anys)    | 3       |      | Triestina     |
| 6      | DEF     | Luca Caldirola          | 1 Febrer 1991 (19 anys)    | 5       |      | Inter de Milà |
| 7      | MIG     | Jacopo Sala             | 5 Desembre 1991 (18 anys)  | 6       |      | Chelsea FC    |
| 8      | MIG     | Andrea Bertolacci       | 11 Gener 1991 (19 anys)    | 4       |      | US Lecce      |
| 9      | DAV     | Mattia Destro           | 20 Març 1991 (19 anys)     |         |      | Inter de Milà |
| 10     | DAV     | Fabio Borini (c)        | 23 Març 1991 (19 anys)     | 4       |      | Chelsea FC    |
| 11     | MIG     | Cristian Galano         | 1 Abril 1991 (19 anys)     |         |      | AS Bari       |
| 12     | POR     | Mattia Perin            | 10 Novembre 1992 (17 anys) | 1       |      | Genoa CFC     |
| 13     | DEF     | Andrea Adamo            | 23 Abril 1991 (19 anys)    |         |      | Palermo       |
| 14     | MIG     | Luca Tremolada          | 25 Novembre 1991 (18 anys) |         |      | Inter de Milà |
| 15     | DEF     | Alessandro Malomo       | 12 Abril 1991 (19 anys)    |         |      | AS Roma       |
| 16     | MIG     | Federico Capitani       | 27 Març 1991 (19 anys)     | 6       |      | Gubbio        |
| 17     | MIG     | Marco D'Alessandro      | 17 Febrer 1991 (19 anys)   | 5       |      | AS Bari       |
| 18     | DAV     | Nicolao Dumitru         | 12 Octubre 1991 (18 anys)  |         |      | Empoli FC     |

### Croàcia
Entrenador:  Ivan Grnja
| Dorsal | Posició | Jugador             | Data de naixement/edat     | Partits | Gols | Club              |
| ------ | ------- | ------------------- | -------------------------- | ------- | ---- | ----------------- |
| 1      | POR     | Matej Delač         | 20 Agost 1992 (17 anys)    | 3       |      | Inter Zaprešić    |
| 2      | DEF     | Šime Vrsaljko       | 10 Gener 1992 (18 anys)    | 2       |      | Dinamo de Zagreb  |
| 3      | DEF     | Dario Rugašević     | 29 Gener 1991 (19 anys)    | 13      |      | Cibalia           |
| 4      | MIG     | Franko Andrijašević | 22 Juny 1991 (19 anys)     | 14      |      | Hajduk Split      |
| 5      | DEF     | Renato Kelić (c)    | 31 Març 1991 (19 anys)     | 10      |      | Slovan Liberec    |
| 6      | DEF     | Tomislav Glumac     | 14 Maig 1991 (19 anys)     | 8       |      | Zadar             |
| 7      | MIG     | Arijan Ademi        | 29 Maig 1991 (19 anys)     | 13      |      | Dinamo de Zagreb  |
| 8      | MIG     | Filip Ozobić        | 8 Abril 1991 (19 anys)     | 11      |      | FK Spartak Moscou |
| 9      | DAV     | Andrej Kramarić     | 11 Juny 1991 (19 anys)     | 8       |      | Dinamo de Zagreb  |
| 10     | MIG     | Mario Tičinović     | 20 Agost 1991 (18 anys)    | 9       |      | Hajduk Split      |
| 11     | DAV     | Ante Vukušić        | 4 Juny 1991 (19 anys)      | 4       |      | Hajduk Split      |
| 12     | POR     | Dominik Picak       | 12 Febrer 1992 (18 anys)   | 4       |      | Lokomotiva        |
| 13     | DEF     | Matej Jonjić        | 29 Gener 1991 (19 anys)    | 16      |      | Hajduk Split      |
| 14     | DEF     | Roberto Punčec      | 27 Octubre 1991 (18 anys)  | 7       |      | Varaždin          |
| 15     | MIG     | Zvonko Pamić        | 4 Febrer 1991 (19 anys)    | 5       |      | SC Freiburg       |
| 16     | DAV     | Anton Maglica       | 11 Novembre 1991 (18 anys) | 6       |      | NK Osijek         |
| 17     | MIG     | Marko Bičvić        | 7 Juny 1991 (19 anys)      | 10      |      | Basel             |
| 18     | MIG     | Frano Mlinar        | 30 Març 1992 (18 anys)     | 4       |      | Dinamo de Zagreb  |

### Portugal
Entrenador:  Ilídio Vale
| Dorsal | Posició | Jugador              | Data de naixement/edat     | Partits | Gols | Club                 |
| ------ | ------- | -------------------- | -------------------------- | ------- | ---- | -------------------- |
| 1      | POR     | Tiago Maia           | 18 Setembre 1992 (17 anys) | 11      |      | FC Porto             |
| 2      | DEF     | João Amorim          | 26 Juliol 1992 (17 anys)   | 11      |      | Vitória de Guimarães |
| 3      | DEF     | Aníbal Capela        | 8 Maig 1991 (19 anys)      | 8       |      | SC Braga             |
| 4      | DEF     | Nuno Reis            | 31 Gener 1991 (19 anys)    | 27      |      | Sporting CP          |
| 5      | DEF     | Roderick Miranda (c) | 30 Març 1991 (19 anys)     | 19      |      | SL Benfica           |
| 6      | MIG     | Agostinho Cá         | 24 Juliol 1993 (16 anys)   | 0       |      | Sporting CP          |
| 7      | MIG     | Nélson Oliveira      | 8 Agost 1991 (18 anys)     | 24      |      | SL Benfica           |
| 8      | DEF     | Cédric               | 31 Agost 1991 (18 anys)    | 15      |      | Sporting CP          |
| 9      | DAV     | Amido Baldé          | 16 Maig 1991 (19 anys)     | 13      |      | Sporting CP          |
| 10     | MIG     | Lassana Camará       | 29 Desembre 1991 (18 anys) | 29      |      | SL Benfica           |
| 11     | DAV     | Salvador Agra        | 11 Novembre 1991 (18 anys) | 4       |      | Varzim               |
| 12     | POR     | Cláudio Ramos        | 16 Novembre 1991 (18 anys) | 0       |      | Vitória de Guimarães |
| 13     | DAV     | Evandro Brandão      | 7 Maig 1991 (19 anys)      | 3       |      | SL Benfica           |
| 14     | DAV     | Alex Gonçalves       | 27 Agost 1991 (18 anys)    | 14      |      | FC Porto             |
| 15     | MIG     | Danilo Pereira       | 9 Setembre 1991 (18 anys)  | 14      |      | SL Benfica           |
| 16     | DEF     | Mário Rui            | 27 Maig 1991 (19 anys)     | 15      |      | SL Benfica           |
| 17     | MIG     | Sérgio Oliveira      | 2 Juny 1992 (18 anys)      | 10      |      | FC Porto             |
| 18     | MIG     | Rúben Pinto          | 24 Abril 1992 (18 anys)    | 10      |      | SL Benfica           |

### Espanya
Entrenador:  Luis Milla
| Dorsal | Posició | Jugador           | Data de naixement/edat     | Partits | Gols | Club              |
| ------ | ------- | ----------------- | -------------------------- | ------- | ---- | ----------------- |
| 1      | POR     | Álex Sánchez      | 3 Febrer 1991 (19 anys)    | 3       |      | FC Barcelona      |
| 2      | DEF     | Martín Montoya    | 14 Abril 1991 (19 anys)    | 5       |      | FC Barcelona      |
| 3      | DEF     | Carles Planas     | 4 Març 1991 (19 anys)      | 7       |      | FC Barcelona      |
| 4      | DEF     | Marc Bartra       | 15 Gener 1991 (19 anys)    | 6       |      | FC Barcelona      |
| 5      | DEF     | Jorge Pulido      | 8 Abril 1991 (19 anys)     | 15      |      | Atlètic de Madrid |
| 6      | MIG     | Oriol Romeu       | 24 Setembre 1991 (18 anys) | 6       |      | FC Barcelona      |
| 7      | MIG     | Keko (c)          | 28 Desembre 1991 (18 anys) | 5       |      | Atlètic de Madrid |
| 8      | MIG     | Thiago            | 11 Abril 1991 (19 anys)    | 6       |      | FC Barcelona      |
| 9      | DAV     | Rodrigo           | 6 Març 1991 (19 anys)      | 6       |      | Reial Madrid CF   |
| 10     | MIG     | Sergio Canales    | 16 Febrer 1991 (19 anys)   | 6       |      | Reial Madrid CF   |
| 11     | DAV     | Dani Pacheco      | 5 Gener 1991 (19 anys)     | 7       |      | Liverpool FC      |
| 12     | DEF     | Hugo Mallo        | 30 Novembre 1991 (18 anys) | 2       |      | Celta de Vigo     |
| 13     | POR     | Aitor Fernández   | 3 Maig 1991 (19 anys)      | 5       |      | Athletic Club     |
| 14     | DAV     | Iker Muniain      | 19 Desembre 1992 (17 anys) | 0       |      | Athletic Club     |
| 15     | DEF     | Ramiro Mayor      | 9 Maig 1991 (19 anys)      | 3       |      | Real Zaragoza     |
| 16     | MIG     | Ezequiel Calvente | 12 Gener 1991 (19 anys)    | 0       |      | Reial Betis       |
| 17     | MIG     | Koke              | 8 Gener 1992 (18 anys)     | 0       |      | Atlètic de Madrid |
| 18     | DAV     | Rubén Rochina     | 23 Març 1991 (19 anys)     | 4       |      | FC Barcelona      |